# Длинное (Омская область)
Длинное — деревня в Полтавском районе Омской области России. Входит в состав Вольновского сельского поселения.

## История
Деревня основана в 1915 году. В 1928 году хутор Длинный состоял из 17 хозяйств, основное население — русские. В составе Терпеньевского сельсовета Полтавского района Омского округа Сибирского края.

## Население
| 1926 | 2010 |
| ---- | ---- |
| 65   | ↗252 |